# کیریپاتیا
کیریپاتیا (به لاتین: Kiripattiya) یک منطقهٔ مسکونی در سری‌لانکا است که در استان مرکزی (سری‌لانکا) واقع شده‌است.